# 藤家禮之助
藤家 禮之助（ふじいえ れいのすけ、1928年5月22日 - 2010年11月13日）は、日本の中国史学者、東海大学名誉教授。
京都府生まれ。早稲田大学卒、同大学院文学研究科博士課程満期退学。東海大学文学部助教授、教授。1987年、「漢三國兩晉南朝の田制と税制」で、早稲田大学より文学博士を取得。1998年、定年退任、名誉教授。六朝史が専門。
2010年11月13日、進行性食道癌のため死去。

## 著書

### 単著
- 『史記ものがたり』吉崎正巳画 学灯社〈小学生の中国文学全集〉、1974
- 『日中交流二千年』東海大学出版会、1977
- 『漢三国両晋南朝の田制と税制』東海大学出版会、1989
- 『美姫の最期 中国艶妖伝』南雲堂、1995

### 編著
- 『アジアの歴史』編、南雲堂、1992

### 翻訳
- 『つまりは書生 周一良自伝』監訳、東海大学出版会、1995